# لطاخة دموية
اللطاخة الدموية أو لطاخة الدم المحيطي أو المسحة الدموية (بالإنجليزية: Blood film)‏ هي طبقة رقيقة من دم تم فرده على شريحة ومن ثم يتم صبغها ليسمح بتمييز خلايا الدم تحت المجهر. شرائح الدم تكون عادةً ما تفحص لتحديد مشكلة موجودة في الدم، وأحياناً يتم فحص الطفيليات كالملاريا والفيلايرا داء الفيل.

## التحضير
تحضر اللطاخة الدموية بوضع قطرة من الدم على نهاية شريحة، ومن ثم يتم فرد الدم على لتفرقة الخلايا. هذا يساعد على وجود مسافات كافية لتمييز وعد الخلايا.
تترك الشريحة لتجف، بعد ذلك يتم عمل تثبيت للدم على الشريحة Fixation عن طريق تغميسها بسرعة في ميثانول. هذا المثبت يكون أساسياً لعمل صبغة جيدة وظهور الخلايا بشكل أفضل. بعد عملية التثبيت، يتم صبغ الشريحة لتمييز الخلايا.

## الأمراض
صفات مميزة لخلايا الدم الحمراء الغير طبيعية كفقر الدم وفقر الدم المنجلي وكثرة الكريات الحمر الكروية. المجهر يستخدم للتعرف على أمراض خطيرة عن طريق خلايا الدم الحمراء.
خلايا الدم البيضاء تصنف وفقاً إلى قابليها إلى الصبغة وشكل الانوية والحبيبات.
- خلية عدلة وتشكل 80% من خلايا الدم البيضاء.متعددة الانوية وتساعد على محاربة الأجسام الغريبة بواسطة الجهاز مناعي.
- خلية حمضة لديها حبيبات وتأخد لون أحمر ولها دور عند الحساية والأمراض الطفيلية.
- خلية أسسة تشاهد أحياناً. حبيباتها تكون قاتمة وتكون مغطية للنواة..
- خلية لمفيةوتكون قليلة السيتوبلازم وكبيرة النواة وتكون مسؤولة عن محاربة الأجسام الغريبة اما بالأجسام المضادة أو بافرازات الخلايا.
- خلايا البلازما وتعتبر خلايا لمفية ب بالغة المسؤولة عن إنتاج الأجسام المضادة.تكون مميزة بصبغة زرقاء خفيفة ونواة غير منتظمة..
- خلايا أخرى تسمى خلايا بيضاء سابقة precursors. وتكون متواجدة بكميات كبيرة في حالة العدوى أو سرطان الدم.

## الاستخدام في تشخيص الملاريا

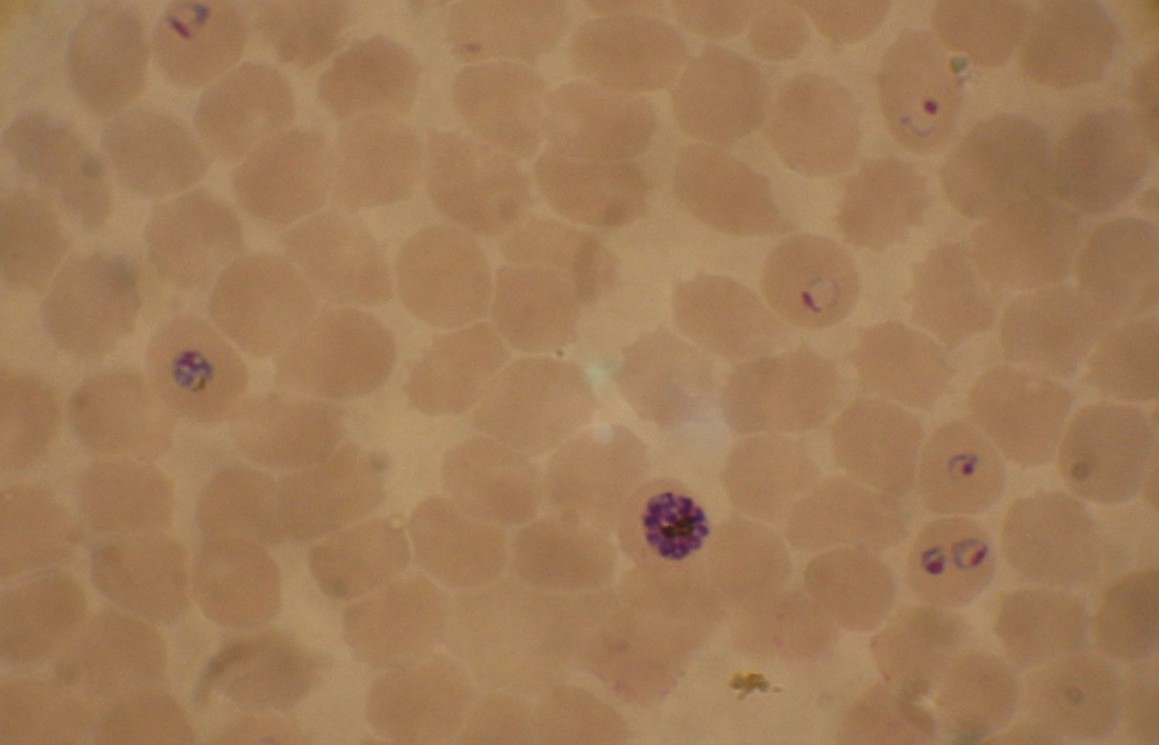
عينة دم لشخص مصاب بالملاريا.

أفضل طريقة لتشخيص الملايا تكون عبر الكشف تحت المجهر لعينة الدم. الشريحة الرقيقة تسمح بتمييز نوع الميكروب وتحديده. الشريحة الثقيلة تسمح بمشاهدة كمية كبيرة من الدم وتكون حوالي 11 مرة أكثر حساسية من الشريحة الرقيقة. لذاك، الشريحة الثقيلة تستخدم لمعرفة العدوى والشريحة الرقيقة لتحديد وتمييز النوع.
الخطأ الأكبر يكون بترك عينة الدم لفترة طويلة قبل أن يتم عمل الشريحة وتثبيت الدم عليها. إذا تم وضع الدم في درجة حرارة الغرفة، فالقاميت الذكر male gametocyte سوف ينقسم ويظهر كشكل بكتيريا البوريلا. إذا بلازموديم فيفاكس أو بلازموديم اوفالي تركت لعدة ساعات في ايديتا EDTA ،هذا يؤدي إلى تقلص الطفيل الموجود داخل خلية الدم الحمراء. أفضل مضاد للتخثر يكون EDTA.الملاريا تصبغ عند اس هيدروجيني يساوي 7.2